# Diputación Foral de Vizcaya
La Diputación Foral de Vizcaya (oficialmente Diputación Foral de Bizkaia, en euskera: Bizkaiko Foru Aldundia), es el órgano de gobierno del territorio histórico de Vizcaya (País Vasco) España. Además de las competencias ordinarias que ejercen las diputaciones provinciales de las restantes provincias de España, la Diputación Foral de Vizcaya ejerce competencias específicas derivadas de su naturaleza como territorio histórico del País Vasco, en virtud de su Estatuto de Autonomía y de la Ley de Territorios Históricos de 1983.
La Diputación es el órgano ejecutivo que depende de las Juntas Generales de Vizcaya (que es el órgano normativo).

## Diputado general de Vizcaya
Al frente de la Diputación Foral se encuentra el diputado general, que es elegido por las Juntas Generales de Vizcaya.

### Diputados generales de Vizcaya en democracia
- 1979-1987: José María Makua Zarandona (PNV)
- 1987-1995: José Alberto Pradera Jauregi (PNV)
- 1995-2003: Josu Bergara Etxebarria (PNV)
- 2003-2015: José Luis Bilbao Eguren (PNV)a
- 2015-2023: Unai Rementeria Maiz (PNV)
- Desde 2023: Elixabete Etxanobe (PNV)

aEn las elecciones de 2003 José Luis Bilbao fue elegido como cabeza de lista de una coalición PNV-EA. En las elecciones de 2007 y 2011 se ha presentado como cabeza de lista de la candidatura de su partido, el PNV.

### Diputados generales de Vizcaya en elsigloXIX
- 1825 a 1846: Pedro Novia de Salcedo
- 1870 a 1872: José María de Murga y Mugártegui
- 1872 a 1876: Manuel María de Gortázar Munibe
- 1876 a 1877: Fidel de Sagarminaga; diputado general y alcalde de Bilbao

## Presidentes

Escudo histórico del señorío y provincia de Vizcaya, -.

- 1877 a 1880: Manuel María de Gortázar Munibe
- 1886 a 1890: Pablo de Alzola
- 1898 a 1902: Enrique Aresti y Torres
- 1917 a 1919: Ramón de la Sota
- 1926 a 1931: Esteban de Bilbao Eguía
- 1931 a 1937: Rufino Laiseca
- 1937 a 1939: Luis Llaguno
- 1939 a 1947: José Luis Goyoaga Escario
- 1947 a 1952: Javier Ybarra Bergé, Alcalde de Bilbao
- 1952 a 1959: José María Ruiz Salas
- 1959 a 1967: Plácido Careaga Hormaza
- 1967 a 1969: Fernando Luis de Ybarra y López-Dóriga, Marqués de Arriluce de Ybarra y Alcalde de Guecho
- 1969 a 1976: Pedro de Arístegui Bengoa, alcalde de Guecho
- 1976 a 1977: Augusto Unceta
- 1977 a 1979: Francisco Amorrortu